# Сноуден, Филипп, 1-й виконт Сноуден
Филипп Сноуден, 1-й виконт Сноуден (англ. Philip Snowden, 1st Viscount Snowden; 1864—1937) — британский политик, член Лейбористской партии и Национальной лейбористской организации, канцлер казначейства в правительствах Рамсея Макдональда.
Сын ткача, первоначально он был членом Либеральной партии, но позже перешёл в Независимую рабочую партию. В 1905 году женился на суфражистке и лейбористке Этель. Сноуден проиграл парламентские выборы в 1918 году и вернулся в парламент в 1922 году. В 1931 году в числе других лейбористских лидеров перешёл на сторону консерваторов, войдя в состав т. н. национального правительства Рамсея Макдональда и заняв в нём пост лорда-хранителя печати. В 1931 году получил титул виконта. С 1932 года — в отставке.